# Chamvres
Chamvres je francouzská obec v departementu Yonne v regionu Burgundsko-Franche-Comté. V roce 2011 zde žilo 674 obyvatel.

## Sousední obce
Béon, Champvallon, Joigny, Paroy-sur-Tholon

## Vývoj počtu obyvatel
Počet obyvatel 